# Nunzenried
Nunzenried ist ein Ortsteil der Stadt Oberviechtach im Oberpfälzer Landkreis Schwandorf (Bayern).

## Geographische Lage
Nunzenried liegt etwa 500 m nördlich der Ostmarkstraße ungefähr 2 km östlich von Oberviechtach
auf dem Ostrand des Oberviechtacher Granitbeckens.

## Geschichte
Im Jahr 1270 gehörte Nunzenried zur Burg Altenschneeberg, die damals der Mittelpunkt eines eigenen Amtes war.
Nunzenried wurde im Musterungsprotokoll von 1587 schriftlich erwähnt.
Nördlich von Nunzenried liegt der 639 m hohe Brennhippl (= Brennhügel) auf dem früher ein Köhler seinen
Meiler hatte.
Durch Nunzenried ging bis Ende des 19. Jahrhunderts eine alte Salzstraße weiter über  Dietersdorf nach Böhmen.
In Nunzenried gab es einen Schmied und einen Wirt, die bei den schlechten Straßenverhältnissen dieser Zeit bitter nötig waren.
Die Fuhrwerke sollen sich damals bis zur Ostmarkstraße hin gestaut haben.
1840 wurde Nunzenried vom Landgericht Neunburg vorm Wald zum neu geschaffenen Landgericht Oberviechtach eingegliedert.
Zum Stichtag 23. März 1913 (Osterfest) wurde Nunzenried als Teil der Pfarrei Oberviechtach mit 12 Häusern und 75 Einwohnern aufgeführt.
Nunzenried wurde 1946 nach Oberviechtach eingemeindet.
Am 31. Dezember 1990 hatte Nunzenried 70 Einwohner und gehörte zur Pfarrei Oberviechtach.